# Athanassios Kalogiannis
Athanassios Kalogiannis (10. září 1965, Volos – 23. října 2017) byl řecký olympijský překážkář a fotograf módy. Reprezentoval svou zemi na 400 metrů překážek mužů v roce 1992 na letních olympijských hrách, stejně jako v disciplíně 400 metrů překážek na letních OH 1984. Jeho čas byl 51,27 v roce 1984 a 49,52 v roce 1992. 
Poté, co odešel ze sportu, pracoval jako módní fotograf. Zemřel 23. října 2017 na plicní edém.